# Leo von Rybinski
Leo Peter Paul von Rybinski (* 28. Juni 1817 in Sarnowo; † 1904) war ein Rittergutsbesitzer und Reichstagsabgeordneter.
Rybinski besuchte das Gymnasium in Bromberg und Kulm und studierte danach drei Jahre lang Jura in Berlin. Nach dem beim Kammergericht bestandenen Examen arbeitete er noch ein Jahr bei der Kriminalabteilung des Berliner Stadtgerichts und schied dann aus dem Staatsdienst aus. Er bewirtschaftete dann das elterliche Rittergut auf Debenz bei Rehden im Kreis Graudenz.
Ab 1860 war er Landschaftsdeputierter bei der königlich Westpreußischen Landschaft zu Marienwerder und von 1870 bis 1873 und von 1879 bis 1885 wurde er in das Preußische Abgeordnetenhaus gewählt. Von 1871 bis 1877 war er Mitglied des Deutschen Reichstags, in beiden Parlamenten vertrat er die Polnische Fraktion und den Reichstagswahlkreis Regierungsbezirk Danzig 4 (Neustadt – Putzig – Karthaus).